# Didrik Arup Seip

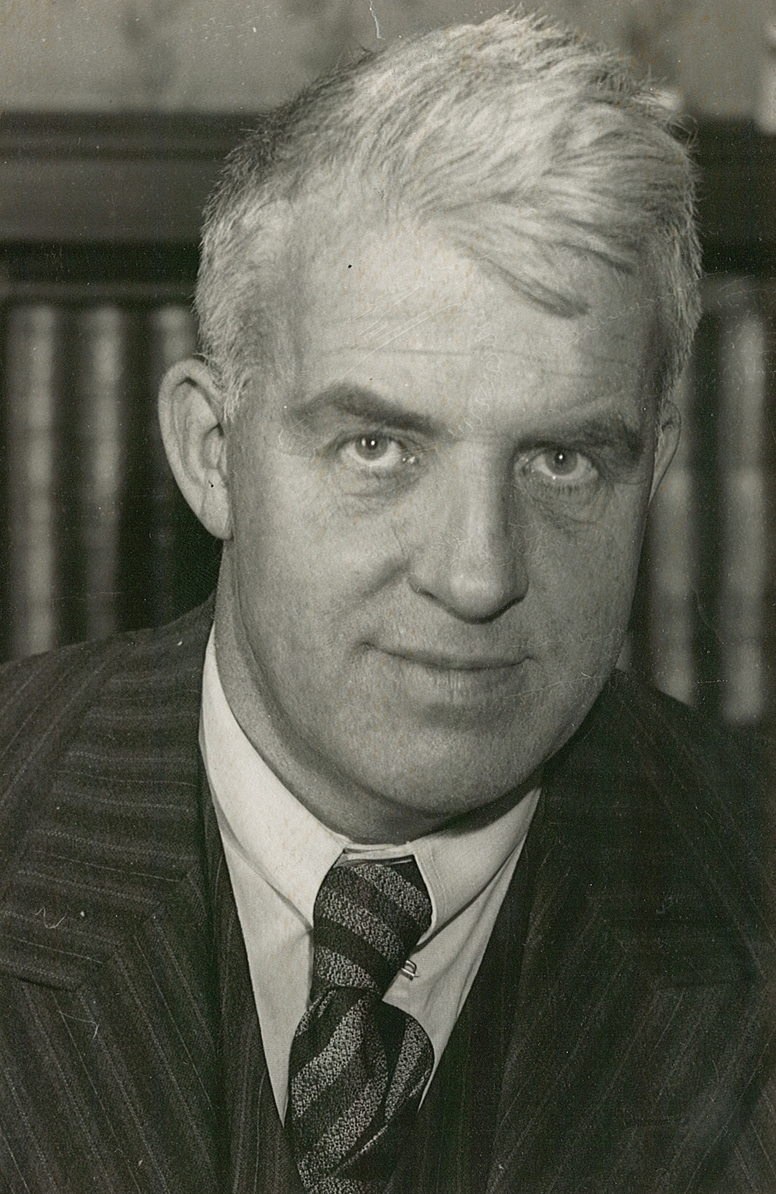
Didrik Arup Seip

Didrik Arup Seip, född 31 augusti 1884 i Hobøl, död 3 maj 1963 i Oslo, var en norsk akademiker. 

## Biografi
Seip var professor i språkvetenskap vid Oslo universitet 1916-1954 och universitets rektor från 1937 till att han blev avsatt av ockupationsmyndigheterna 1941. När Nazityskland ockuperade Norge i april 1940 var Seip först medlem av administrasjonsrådet men kom sedan att visa på motståndsanda. Han arresterades av nazisterna och förpassades till koncentrationslägren Grini och senare Sachsenhausen. Genom ingripande av Sven Hedin och andra blev han istället civilinternerad i Tyskland. Under slutet av andra världskriget arbetade Seip med att spåra upp och hjälpa skandinaviska koncentrationslägerfångar och var inblandad i Röda korsets evakuering av fångar med de Vita bussarna.
Bibliografi: Tuneld, John (1904-1982),	Didrik Arup Seip : en bibliografi / ved John Tuneld ; med inledning av Trygve Knudsen ; utg. av Bymålslaget. Oslo : Norske Samlaget, 1981.